# آرشي هوارث
آرشي هوارث (بالإنجليزية: Archie Howarth)‏ (1911 في المملكة المتحدة - 20 يوليو 1966 في المملكة المتحدة) هو لاعب كرة قدم بريطاني (وحمل سابقاً جنسية المملكة المتحدة لبريطانيا العظمى وأيرلندا) في مركز الهجوم. لعب مع نادي نيلسون وGreat Harwood F.C. ‏.